# Karel Hirman
Karel Hirman (ur. 1 czerwca 1970) – słowacki inżynier, menedżer i konsultant, od 2022 do 2023 minister gospodarki.

## Życiorys
Kształcił się w zakresie wydobycia oraz transportu ropy naftowej i gazu w instytucie przekształconym później w Rosyjski Państwowy Uniwersytet Nafty i Gazu w Moskwie. Studiował także na Uniwersytecie Technicznym w Koszycach. Był dziennikarzem tygodnika „Trend”. Zajął się publikowaniem artykułów na tematy związane z energetyką oraz prowadzeniem działalności gospodarczej w zakresie energetyki i handlu międzynarodowego. Obejmował różne stanowiska w organach zarządzających słowackich spółek energetycznych, a także w Słowackiej Agencji Innowacji i Energii (SIEA). Był doradcą premier Ivety Radičovej i ministra Miroslava Lajčáka, jak również członkiem doradców premiera Ukrainy Wołodymyra Hrojsmana. Wszedł w skład rady dyrektorów Słowackiego Stowarzyszenia Polityki Zagranicznej (SFPA).
We wrześniu 2022 objął urząd ministra gospodarki w rządzie Eduarda Hegera. W marcu 2023 wraz z premierem i kilkoma innymi członkami rządu przystąpił do ugrupowania Demokraci. W maju tegoż roku zakończył pełnienie funkcji ministra.